# SeaQuest DSV
SeaQuest DSV je američka znanstveno-fantastična serija. Seriju je osmislio Rockne S. O'Bannon, a producentske zasluge pripisuje Steven Spielberg. Prvi put je prikazivana na američkom televizijskom programnu NBC u vremenskom razmaku od 19. rujna 1993. godine pa sve do 9. lipnja 1996. godine. U tome razdoblju snimljene su 3 sezone s ukupno 59 epizoda. Na početku 3. sezone je ime serije promijenjeno u SeaQuest 2032.
Radnja serije se odvija u bliskoj budućnosti (počevši od 2018. godine pa nadalje) na 300 m dugoj visokotehnološkoj podmornici "SeaQuest DSV" (kratica DSV stoji za pojam Deep Submergence Vehicle, što bi se na hrvatski moglo prevesti kao duboko podmorsko vozilo) čiji su ciljevi obavljanje raznih istraživanja, te održanje mira u svima svjetskih morima.
U ovoj seriji izmiješana je dramska radnja s realističnim znanstvenim činjenicama.
U seriji glavne uloge tumače Jonathan Brandis kao Lucas Wolenczak, tinejdžerski kompjuterski genije i Roy Scheider kao Nathan Bridger, kapetan visokotehnološke podmornice SeaQuest DSV 4600 (ali samo u prvoj i drugoj sezoni).
Ova je serija imala problema od samog početka, tako da Steven Spielberg nije pristao biti ekskluzivni producent ove serije, ona se možda nikada ne bi ni počela snimati. Snimanje prve sezone obilježeno je producentskim razmiricama, promjenama na setu pa čak i potresom. Od samih početka serija je također često primala loše kritike sve od karakterizacije ženskih likova u seriji, pa sve do dupina Darwina koji je činio važan dio ove serije. No, unatoč čestim kritikama serija je svejedno bila dovoljno popularna da potraje dvije i pol sezone, tj. sve do naglog prekida tijekom snimanja treće sezone.
Sve od druge epizode preve sezone, pa sve do zadnje epizode druge sezone Roy Scheider bi na početku svake epizode špicu serije započeo sa sljedećim riječima:
U 21. stoljeću ljudski rod je kolonizirao i posljednju neistraženu regiju na Zemlji; Ocean. Kao kapetan SeaQuesta i njegove posade, mi smo njegovi čuvari. Jer ispod površine leži budućnost.

## Pregled radnje
Serija prati avanture visokotehnološke podmornice SeaQuest DSV 4600 koja spada pod organizaciju UEO (United Earth Oceans), globalnu federaciju naroda koja ima sličnosti s Ujedinjenim narodima koja je stvorena nakon većeg globalnog konflikta koji se dogodio ko godine 2010. SeaQuest je izgradio NORPAC (vojna organizacija koja se spominje u pilotu) te ga predao UEO-u nakon njegove konstrukcije.
Radnja serije započinje 2018. godine nakon što je ljudski rod iscrpio gotovo sve prirodne resurse, osim onih na morskom dnu. Zbog toga su na morskom dnu nastale mnoge kolonije, te je od tada posao SeaQuest-a i njegove posade da ih zaštite od neprijateljskih naroda koji se nisu pridužili UEO-u te da pomognu u posreduju prilikom raznih nesuglasnica.

## 1. sezona
U prvoj sezoni ova serija počinje prikazivati avanture visoko-tehnološke podmornice seaQuest koja je pod upravom i vodstvom Organizacije Ujedinjenih Zemaljskih Oceana (UZO), koja je postala globalna federacija nacija slična kao UN, koja je nastala nakon većeg kolapsa nacija koji se dogodio oko 2017. godine.
SeaQuest je napravio NORPAC (militantna organizacija koja se spominje u pilot episozi ove serije), te ga je predao UZO-u nakon što je završen. Priča ove serije zapčinje 2018., nakon što je ljudski rod iscrpio gotovo sve prirodne resurse, osim onih na dnu oceana i mora. Zbog toga su na morskom dnu nastale mnoge kolonije, pa je stoga zadatak seaQuesta i njegove posade zaštititi ih od neprijateljskih nacija koje se nisu pridružile UZO-u, te pripomoći u nastalim sporovima.
Dio originalnog fokusa ove serije doticao se međuljudskih odnosa posade ove podmornice, kao što su odnosi kapetana Bridgera, Lucasa Wolenczaka i doktorice Westphalen, zbog njihovog gubitka uže obitelji, njihovog zajedničkog interesa u znanost, ali također i zanimanja svakoga od njih za drugo dvoje, te naravno odnosa ljubav-mržnja između poručnika Benjamina Kriega i natporučnice Katherine Hitchcock, koji su se nedavno razveli, a sada su prisiljeni raditi na istoj podmornici.

## 2. sezona
U završnoj epizodi 1. sezone ove serije, kapetan Bridger je žrtvovao seaQuest kako bi spriječio ekološku katastrfu, pa se stoga neko kratko vrijeme nije znalo hoće li se serije nastaviti u novoj sezoni. Kada je odlučeno da će se serija vratiti u novoj sezoni, NBC i Universal su iskoristili ovu priliku kako bi se poigrali s formatom serije. Glumci Royce D. Applegate (šef strojarnice Manilow Crocker) i John D'Aquino (Krieg) su otpušteni jer je mreža koja je prikazivala ovu seriju (NBC) htjela mlađu glumačku postavu za drugu sezonu. Stacy Haiduk (Hitchcock) se nije slagala s razvojem svoga lika, obavijestila je producente serije kako se neželi vratiti ako bi se serija nastavila u novoj sezoni. Stephanie Beacham, koja je glumila Dr. Kristin Westphalen je bila jedna od najjačih likova iz prve sezone, te su je stoga zamolili da se vrati i u drugu sezonu, no na kraju je ipak odustala od sudjelovanja u drugoj sezoni nakon što je saznala da će se snimanje serije preseliti iz Los Angelesa na Floridu. Selidba snimanja serije je također promijenila i mjesto na kome je seaQuest bio usidren (prvo je bio usidren u Pearl Harboru, a nakon preseljenja je bio usidren u mjestu New Cape Quest, koji je pak izmišljeni grad na Floridi). Beachamica je također krivila stalne borbe između mreže (NBC) i producenata serije kao glavni razlog zašto se nije vratila ponovnom snimanju serije. Također je serija i pretrpjela u gledanosti, jer je konkurirala seriji Lois and Clark.
U drugoj sezoni, seriji su se pridružili Edward Kerr (zamjena za Applegateov lik je bio poručnik James Brody), Kathy Evison (koja je na neki način zamijenila Haidukčin lik kao poručnica Lonnie Henderson, Rosalind Allen (koja je zamijenila Beachamičin lik kao Dr. Wendy Smith) te Michael i Peter DeLuise (koji su obojica zamijenili D'Aquinov lik na više načina kao Seaman Anthony Piccolo i Dagwood), i to s velikim uspjehom. Sagrađen je novi seaQuest, setovi su predizajnirani, a skraćena verzija glavne teme naslova koja je osvojila nagradu Emmy postavljena je nakon što se nova sezona serije počela emitirati 18. rujna 1994. s dvosatnim filmom napravljenim samo za televiziju pod naslovom "Bodeži".
NBC je također odlučio kako žele da se više epizoda ove sezone okrene stereotipnim znanstveno-fantastičnim kriterijima. To je odluka koja se istraživala pri kraju prve sezone ove serije kada je seaQuest otkrio milijun godina stari svemirski brod zakopan u morskome dnu. Dok je prva sezona bila više usmjerena prema uvjerljivoj teškoj znanstvenoj fantastici u futurističkom okruženju, te pritom koristeći tehnologiju koja je bila u ranom razvoju 1993. i 1994. godine, druga sezona je bila napunjena s više neobičnih događaja i koncepata kao što su genetski inženjering, izvanzemaljci, vremenska putovanja, umjetna inteligencija, mutacije, parapshihologija, te interstelarna svemirska putovanja. Razne zanimljivosti u prezentacijama tijekom odjavne špice serije koje je do tada vodio oceanograf Bob Ballard su u drugoj sezoni serije bili prezentirani od strane članova glumačke postave serije (osim Roya Scheidera). Dok su ove promijene privukle novu publiku mnogi su originalni fanovi prve sezone bili jako nesreti zbog promjena u seriji, i to u velikom broju, pa su je stoga prestali pratiti.
S krajom druge sezone, seaQuest DSV je opet patio, i dio toga se pripisuje percipiranju smanjene kvalitete pisanja, kao i stalna težnja NBC-a da prenosi sport. Prijetnja otkazivanja serije je sve više rasla, ali joj je NBC dao još jednu šansu nakon što su planovi za novu seriju pod naslovom Rolling Thunder (ona je trebala zamijeniti seaQuest DSV) obustavljeni. Producent Lee Goldberg je tvrdio kako je nova serija obustavljena jer je prostor bio "grozan".